# Acanthodelta brunnescens
Acanthodelta brunnescens là một loài bướm đêm trong họ Noctuidae.